# Федак-Смок Степан Степанович
Степан Федак (псевдонім Смок) (11 травня 1901 (1900?), Львів — 1945, Берлін або Щецин) — український військовий діяч, старшина УСС, УГА, дивізія «Галичина».
Агент НКВС з 1937 року.

## Життєпис

Зліва праворуч. Стоять: Євген Коновалець, невідома, Зенон Кузеля, Ольга Кузеля, Ольга Коновалець, Омелян Сеник, Ріхард Ярий, Степан Федак-молодший. Сидять: невідома, Юліан Головінський, Ольга Яра. Берлін 1927 рік.

Народився в сім'ї українського адвоката й підприємця Степана Федака.
Юнаком вступив до Українських Січових Стрільців, вчився у Військовій Академії у Вінер-Нойштадті, університеті вільного міста Данциг, Академії Генштабу ЧСР, воював у лавах УГА й армії УНР.
Як член Української Військової Організації здійснив 25 вересня 1921 невдалий замах на главу Польської держави Юзефа Пілсудського та воєводу К. Ґрабовського у Львові. Був схоплений і засуджений до 6 років ув'язнення. Вийшов на волю в 1924 під умовою еміграції з Польщі, проживав у Парижі та Берліні.
Згодом повернувся до Галичини, працював директором районної молочарні. У березні 1937 року заарештований у місті Журавно. Тоді ж був завербований НКВС, мав псевдонім Богун (у 1960-х перелегендований, у документах КДБ згадується під псевдонімом Вусатий).
У 1941 учасник похідних груп ОУН. В окупованому Києві співпрацює з Іваном Кудрею — очільником радянської резидентури («Максим»). Протягом 1943—1945 — поручником дивізії «Галичина». Пропав безвісти у Німеччині наприкінці війни у Берліні або Щецині.